# Tesserodon novaehollandiae
Tesserodon novaehollandiae là một loài bọ cánh cứng trong họ Bọ hung (Scarabaeidae).